# Tetanoespasmina

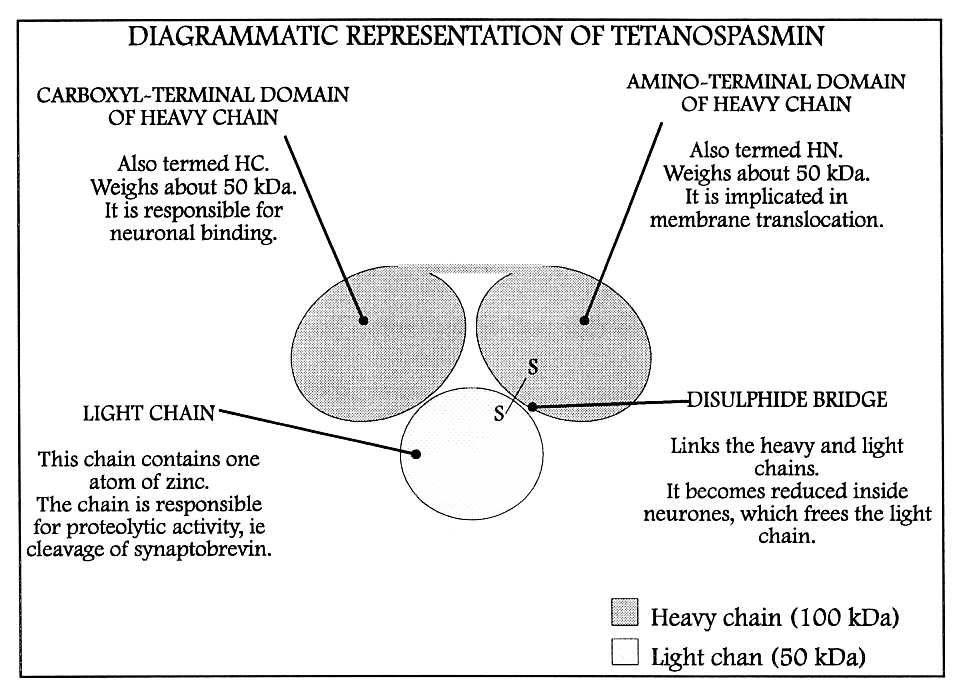
La estructura de tetanoespasmina.

La tetanoespasmina es la neurotoxina producida por la espora vegetativa de Clostridium tetani en condiciones anaerobias, causando el tétanos. Se desconoce su función en el suelo, que es donde se encuentran normalmente las esporas de clostridium. También se conoce como toxina espasmogénica, toxina tetánica o TeTx o TeNT. La tetanoespasmina entra en el sistema nervioso por el espacio intersináptico y migra a través de los axones hasta el sistema nervioso central, mediante un transporte axonal retrógrado.
La tetanoespasmina es químicamente un péptido de 150 kDa de peso molecular. Está formada por dos subunidades, la subunidad pesada o cadena B, de 100 kDa, y la ligera o cadena A de 50 kDa.
La subnidad ligera o cadena A actúa en el citosol como una zinc endopeptidasa (proteasa), que ataca la VAMP o proteína de membrana asociada a vesículas.
La subunidad pesada está formada por dos dominios, el de translocación de la membrana (extremo aminoterminal), que forma canales iónicos en la membrana celular, y el extremo carboxiterminal, de unión al gangliósido C.
El dominio carboxiterminal se subdivide en dos dominios, el BCN, que no participa en la unión de la toxina a la membrana, y el HCC, el de unión a membrana.
El mecanismo de acción de la tetanoespasmina inhibe la liberación en el espacio intersináptico de neurotransmisores como el ácido gamma-aminobutírico (GABA) y la glicina, mediante la proteólisis de la sinaptobrevina. Como consecuencia de esto, aparece una peligrosa hiperactividad en los músculos, sensibles al más mínimo estímulo, o en jerga, se produce un fallo de los reflejos motores por estimulación sensorial. Como resultado aparecen contracciones generalizadas de músculos agonistas y antagonistas, produciéndose espasmos conocidos como espamos tetánicos o tetanización.
Los espasmos tetánicos pueden ocurrir de una forma distintiva llamada opistótono, y puede ser lo bastante severa como para producir fracturas de huesos largos. Los nervios más cortos son los primeros afectados, lo que conlleva la aparición de risus sardonicus como síntomas tempranos.
La unión de la tetanoespasmina a las neuronas es irreversible y la función nerviosa sólo puede restaurarse mediante el crecimiento de nuevos terminales y nuevas sinapsis.
La tetanoespasmina se usa para producir el toxoide usado en inmunización, como la vacuna antitetánica infantil.
El clostridium tetani también produce la exotoxina tetanolisina, de efectos aún no demasiado claros.
- Datos: Q411288